# F1 2015 (jeu vidéo)
 (juillet 2017).
Si vous disposez d'ouvrages ou d'articles de référence ou si vous connaissez des sites web de qualité traitant du thème abordé ici, merci de compléter l'article en donnant les références utiles à sa vérifiabilité et en les liant à la section « Notes et références ».
F1 2015 est un jeu vidéo de course développé et édité par Codemasters, sorti le 10 juillet 2015 sur Windows, PlayStation 4 et Xbox One,. Le jeu utilise le moteur de jeu Ego Engine du même développeur et est basé sur le Championnat du monde de Formule 1 2015. Il succède à F1 2014.

## Données du jeu
| Écurie                        | Pilote           | N° |
| ----------------------------- | ---------------- | -- |
| Mercedes AMG Petronas F1 Team | Lewis Hamilton   | 44 |
| Mercedes AMG Petronas F1 Team | Nico Rosberg     | 6  |
| Infiniti Red Bull Racing      | Daniel Ricciardo | 3  |
| Infiniti Red Bull Racing      | Daniil Kvyat     | 26 |
| Scuderia Ferrari              | Sebastian Vettel | 5  |
| Scuderia Ferrari              | Kimi Räikkönen   | 7  |
| Williams Racing               | Felipe Massa     | 19 |
| Williams Racing               | Valtteri Bottas  | 77 |
| McLaren Honda                 | Jenson Button    | 22 |
| McLaren Honda                 | Fernando Alonso  | 14 |
| Sahara Force India F1 Team    | Nico Hülkenberg  | 27 |
| Sahara Force India F1 Team    | Sergio Pérez     | 11 |
| Scuderia Toro Rosso           | Carlos Sainz Jr. | 55 |
| Scuderia Toro Rosso           | Max Verstappen   | 33 |
| Lotus F1 Team                 | Romain Grosjean  | 8  |
| Lotus F1 Team                 | Pastor Maldonado | 13 |
| Sauber F1 Team                | Felipe Nasr      | 12 |
| Sauber F1 Team                | Marcus Ericsson  | 9  |
| Manor Marussia F1 Team        | Roberto Merhi    | 98 |
| Manor Marussia F1 Team        | Will Stevens     | 28 |

| Manche | Grand Prix                    | Lieu              | Virages | Longueur | Tours |
| ------ | ----------------------------- | ----------------- | ------- | -------- | ----- |
| 1      | Grand Prix d'Australie        | Melbourne         | 16      | 5,3 km   | 58    |
| 2      | Grand Prix de Malaisie        | Sepang            | 15      | 5,5 km   | 56    |
| 3      | Grand Prix de Bahreïn         | Sakhir            | 15      | 5,4 km   | 57    |
| 4      | Grand Prix de Chine           | Shanghai          | 16      | 5,5 km   | 56    |
| 5      | Grand Prix d'Espagne          | Barcelone         | 16      | 4,7 km   | 66    |
| 6      | Grand Prix de Monaco          | Monaco            | 19      | 3,3 km   | 78    |
| 7      | Grand Prix du Canada          | Montréal          | 14      | 4,4 km   | 70    |
| 8      | Grand Prix d'Autriche         | Spielberg         | 9       | 4,3 km   | 71    |
| 9      | Grand Prix de Grande-Bretagne | Silverstone       | 18      | 5,9 km   | 52    |
| 10     | Grand Prix de Hongrie         | Budapest          | 14      | 4,4 km   | 70    |
| 11     | Grand Prix de Belgique        | Spa-Francorchamps | 19      | 7,0 km   | 44    |
| 12     | Grand Prix d'Italie           | Monza             | 11      | 5,8 km   | 53    |
| 13     | Grand Prix de Singapour       | Singapour         | 23      | 5,1 km   | 61    |
| 14     | Grand Prix du Japon           | Suzuka            | 18      | 5,8 km   | 53    |
| 15     | Grand Prix de Russie          | Sotchi            | 18      | 5,9 km   | 53    |
| 16     | Grand Prix des États-Unis     | Austin            | 20      | 5,5 km   | 56    |
| 17     | Grand Prix du Mexique         | Mexico            | 14      | 4,4 km   | 69    |
| 18     | Grand Prix du Brésil          | São Paulo         | 15      | 4,3 km   | 71    |
| 19     | Grand Prix d'Abou Dabi        | Yas Marina        | 21      | 5,6 km   | 55    |

## Système de jeu

### Course Rapide
Ce mode de jeu vous permet de lancer une course simple sur un Week-End de Grand Prix, sur le circuit de votre choix avec la monoplace et le pilote de votre choix, et selon vos paramètres de difficulté.

### Championnat du monde
Vivez une saison complète de Formule 1 dans la peau de votre pilote favori, à travers tous les circuits de la saison 2015 ou 2014 selon le pack que vous utilisez. Vivez un Week-End de Grand Prix comme jamais avec les retransmissions d'avant course, et les cérémonies du podium.

### Saison Pro
Comme pour le Championnat du Monde, prenez place dans les yeux d'un pilote en jouant avec les paramètres de réalisme au maximum : aucune aide au pilotage, vision en mode Cockpit uniquement, et surtout, des Courses à 100 % de distance et des week-ends Complets.